# Johannes Baumann

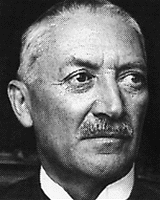
Johannes Baumann

Johannes Baumann (Herisau, 27 november 1874 - Herisau, 8 september 1953) was een Zwitsers jurist en politicus voor de Vrijzinnig-Democratische Partij (FDP/PRD) uit het kanton Appenzell Ausserrhoden. Van 1934-1940 maakte hij deel uit van de Bondsraad. In 1938 was hij bondspresident van Zwitserland.

## Biografie

### Opleiding en vroege carrière
Baumann was de zoon van een fabrikant. Hij bezocht de volksschool van Herisau en daarna het vrije gymnasium van Bern. Hij studeerde rechten in Bazel, Bern, Leipzig en Zürich. In 1897 promoveerde hij en was daarna als advocaat en rechter actief. In 1898 werd hij klerk bij de rechtbank. Van 1899 tot 1905 was hij rechter en politie-inspecteur van het kanton Appenzell Ausserrhoden.

### Kantonnale politiek
In 1905 werd Baumann in de Regeringsraad van Appenzell Ausserrhoden gekozen. Hij beheerde het Departement van Politie en Leger. Van 1910 tot 1913, van 1916 tot 1919, van 1921 tot 1924 en van 1927 tot 1930 was hij Landammann, regeringsleider. In 1931 trad hij terug als lid van de Regeringsraad.

### Federale politiek
Van 1911 tot 1934 was Baumann lid van de Kantonsraad.
Op 22 maart 1934 werd Baumann in de Bondsraad gekozen. Hij bleef lid tot 31 december 1940. Hij beheerde het Departement van Justitie en Politie. In 1936 verbood hij de NSDAP-Auslandsorganisation (NSDAP-Buitenlandorganisatie).
In 1937 was Johannes Baumann vicepresident en in 1938 bondspresident van Zwitserland.